# Un yancheu la Oxford
Un yancheu la Oxford (original în engleză: A Yank at Oxford) este un film britanic din 1938, regizat de Jack Conway, după un scenariu de John Monk Saunders și Leon Gordon. Filmul a fost produs de MGM-British la Denham Studios și îi are în rolurile principale pe Robert Taylor, Lionel Barrymore, Maureen O'Sullivan, Vivien Leigh și Edmund Gwenn.

## Vezi și
- Listă de filme britanice din 1938

Format:Jack Conway